# Батковић
Батковић је насељено мјесто у граду Бијељини, Република Српска, БиХ. Према попису становништва из 1991. у насељу је живјело 3.483 становника, док је према попису становништва из 2013. године тај број пао на 2.566 становника, у 825 домаћинстава.

## Географија
Батковић се налази сјеверно од Бијељине, а граничи се, у правцу казаљке на сату, са Остојићевом, Тријешницом, Даздаревом, Дворовима, Гојсовцем, Бијељином, Малом Обарском, Великом Обарском и Црњеловом Доњим. Батковић је, не рачунајући саму Бијељину, насељено мјесто које се граничи са највише других насељених мјета, гледајући територију града Бијељина.
Батковић на сјеверу излази на ријеку Саву, а у самом селу је било неколико значајних водотока, какви су Дашница, Врело, Витаја, Бистрик и други, данас углавном исушени водотоци. На сјеверу села постојале су бројне мање и вече мочваре/баре, као што је Себијача.
Надморска висина се креће од 90 метара јужно од центра села, око 85 метара у Липовици, западно од центра села, па до око 82 метра на самој обали Саве.
Село се дијели на неколико заселака - Липовица, Гајићи, Марићи, Клис и Каравласи. Гојсовац и Мала Обарска су релативно недавно постали посебна насељена мјеста.

## Историја

### Стари Словени
Локалитет Јазбине са траговима раних словенских насеља октривен је у Батковићу 1968. године, тачније у засеоку Клис. Локација насеља је уз поток Бистрик, што је типично за сва рана словенска насеља која су се налазила уз токове великих ријека или уз њихове притоке. Простор које насеље заузима, као и велики број боравишта (око 50), показује да оно спада у тип великих насеља типичних за Јужне Словене.

### Период турске владавине
У попису становништва из 1533. године село је пописано у нахији Бијељина, под називом Мирковац. Имало је 7 кућа и било једно од свега четири насељена мјеста на подручју данашње Семберије.
Данашњи назив се први пут јавља у попису из 1548. године, заједно са називом Мирковац, у формулацији, "село Батковић, другим именом Мирковац".
У попису босанских спахија у царској војсци на ријеци Прут, из 1711. године, назив Батковић је забиљежен као такав (спахија Махмуд, са главним посједом у селу Батковић...)
Батковић под истим називом (додуше у исквареном облику Patkowatz) пописан је и 1724/25. године, као једно од три (уз Бијељину и Бродац) насељена мјеста у дијелу Семберије којим је у то вријеме релативно краткотрајно владала Аустрија.
Попис из 1850/51. године у Батковићу биљежи 166 домаћинстава, са приближно 1.100 становника (пописивани су само мушкарци, па је укупни број резултат процјене на бази претпоставке о приближно једнаком броју мушкараца и жена). У том попису налазимо претке већине данашњих Батковљана, те можемо рећи да је већина њих досељена крајем 18. и почетком 19. вијека. Интересантно је примјетити да је свега десетак презимена која срећемо у Батковићу и данас 1850/51. године пописано у истом облику (азбучним редом нека од њих су: Алексић, Бирчаковић, Деспотовић, Ђокић, Крајишниковић, Лазић, Рончевић, Тукић), док су остала у данашњем облику формирана углавном између 1873. и 1888. године, као године коначне успоставе земљишних књига за Бијељину.
Крај турске владавине обиљежио је устанак српског становништва Семберије од јула 1876. до средине септембра исте године, након чијег су гушења скоро сви становници семберских подринских и посавских села избјегли у Сријем и, највећим дијелом, Мачву. Ово је било и последње значајније масовно помјерање становништва Батковића, које је резултирало тиме да се многе породице нису ни вратиле из крајева у које су избјегле, те је и то донекле утицало на демографску слику тог дијела Семберије с краја 19. вијека.

### Период од 1878. до 1945. године
Велики развој село доживљава доласком свештеника Цвијетина Шовића за администратора парохије, крајем 1895. године. Управо је он заслужан за осниивање црквене општине, изградњу парохијског дома са капелом, помјерање пута кроз центар села на трасу којом и данас пролази, а затим и за изградњу цркве 1912. године. Свештеничку службу је обављао до смрти 1944. године, скоро пуних 50 година.

## Спорт
Батковић је сједише ФК БСК Лединци.

## Становништво
|             | 2013.          | 1991.          | 1981.          | 1971.          | 1961.          |
| Укупно      | 2 566 (100,0%) | 3 478 (100,0%) | 3 769 (100,0%) | 3 841 (100,0%) | 3 811 (100,0%) |
| Срби        | 2 544 (99,14%) | 3 250 (93,44%) | 3 476 (92,23%) | 3 815 (99,32%) | 3 797 (99,63%) |
| Остали      | 11 (0,429%)    | 155 (4,457%)   | 142 (3,768%)   | 13 (0,338%)    | 7 (0,184%)     |
| Хрвати      | 10 (0,390%)    | 9 (0,259%)     | 5 (0,133%)     | 7 (0,182%)     | 3 (0,079%)     |
| Бошњаци     | 1 (0,039%)     | 7 (0,201%)1    | 8 (0,212%)1    | 2 (0,052%)1    | –              |
| Југословени | –              | 57 (1,639%)    | 136 (3,608%)   | –              | –              |
| Македонци   | –              | –              | 1 (0,027%)     | –              | –              |
| Албанци     | –              | –              | 1 (0,027%)     | –              | –              |
| Мађари      | –              | –              | –              | 4 (0,104%)     | 4 (0,105%)     |

1. 1 На пописима од 1971. до 1991. Бошњаци су пописивани углавном као Муслимани.